# AT THE SWEET BASIL
「AT THE SWEET BASIL」（アット・ザ・スイート・ベイジル）は、吉井和哉のライブアルバム。

## 解説
- 吉井和哉10周年プレミアムライヴとして、2013年10月19日六本木STB139スイートベイジルにて行われた「AT THE SWEET BASIL～スイートベイジルの夜」のLIVE CD。
- 吉井和哉のルーツのひとつである昭和歌謡曲より選曲された“夢は夜ひらく”のカバーや、ソロ10年を象徴する代表曲が、弦一徹のジャズ、ボサノヴァ・テイストなどさまざまなアレンジによって披露された全7曲が収録される[1]。

## 収録曲
1. 20 GO
2. CALL ME
3. 夢は夜ひらく
4. 血潮
5. BEAUTIFUL
6. SWEET CANDY RAIN
7. MY FOOLISH HEART

## 参加ミュージシャン
- 吉井和哉 - ボーカル
- 天野清継 - ギター
- 井上富雄 - ベース
- 吉田佳史（TRICERATOPS） - ドラム
- 鶴谷崇 - キーボード
- 武嶋聡 - サックス、W.W
- 弦&管一徹 - バイオリン、トランペット
- カメルーン真希 - バイオリン
- 森琢哉 - ヴィオラ
- 村中俊之 - チェロ